# Puntius rhombeus
Puntius rhombeus е вид лъчеперка от семейство Шаранови (Cyprinidae).

## Разпространение
Видът е разпространен в Камбоджа, Лаос и Тайланд.

## Описание
Този вид може да достигне дължина от 6,5 см.